# Center Harbor (Nuevo Hampshire)
Center Harbor es un pueblo ubicado en el condado de Belknap en el estado estadounidense de Nuevo Hampshire. En el Censo de 2010 tenía una población de 1.096 habitantes y una densidad poblacional de 25,6 personas por km².

## Geografía
Center Harbor se encuentra ubicado en las coordenadas 43°42′38″N 71°30′56″O / 43.71056, -71.51556. Según la Oficina del Censo de los Estados Unidos, Center Harbor tiene una superficie total de 42.82 km², de la cual 34.59 km² corresponden a tierra firme y (19.21%) 8.23 km² es agua.

## Demografía
Según el censo de 2010, había 1.096 personas residiendo en Center Harbor. La densidad de población era de 25,6 hab./km². De los 1.096 habitantes, Center Harbor estaba compuesto por el 97.17% blancos, el 0.27% eran afroamericanos, el 0.18% eran amerindios, el 1.09% eran asiáticos, el 0.18% eran isleños del Pacífico, el 0.55% eran de otras razas y el 0.55% pertenecían a dos o más razas. Del total de la población el 1.46% eran hispanos o latinos de cualquier raza.